# Glasharp

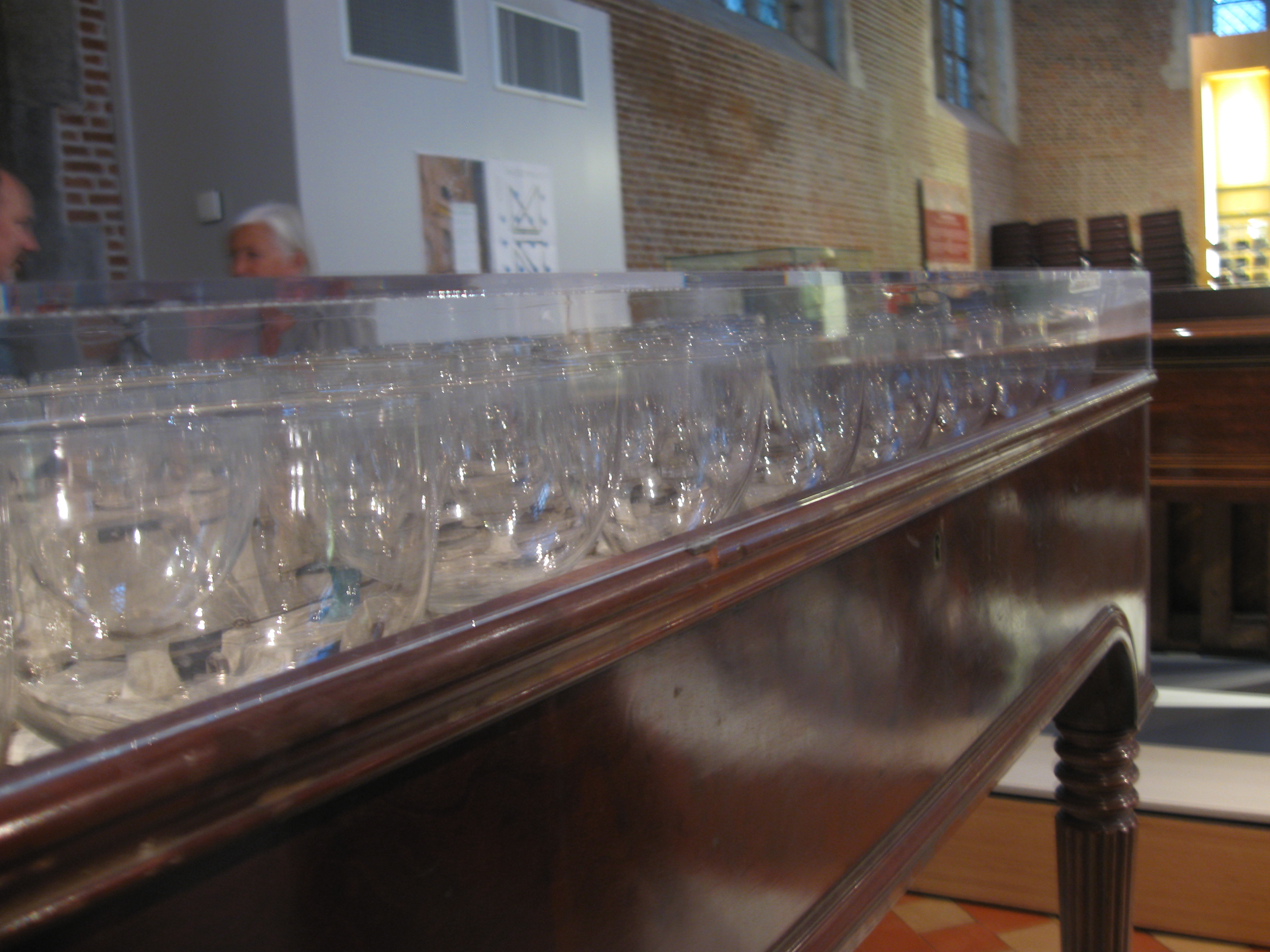
Glasharp gemaakt door Joseph Mattau in Brussel, (ongeveer 1850) in een vitrine in het Vleeshuis Museum in Antwerpen.

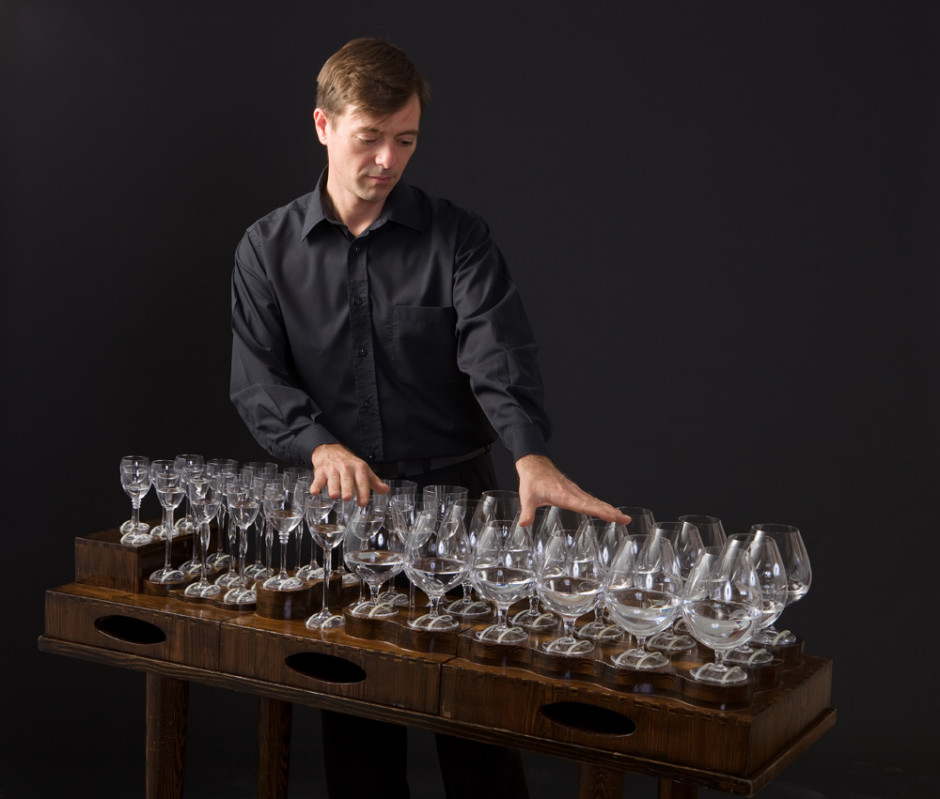
Robert Tiso bespeelt de glasharp.

Een glasharp - niet te verwarren met glasharmonica - is een idiofoon, die in 1741 werd ontworpen door de Ierse uitvinder Richard Pockrich.
De glasharp is een muziekinstrument dat bestaat uit een verzameling wijnglazen met watervulling die elk door beroering met de bevochtigde hand een verschillende toon teweeg brengen. Met oefening kan een vaardigheid worden opgebouwd om muziekstukken ten gehore te brengen.  De uitvinder van het instrument noemde het “angelic organ” en het werd oorspronkelijk bespeeld met stokjes in plaats van met de vingers. Het succes van het instrument werd in 1759 vroegtijdig afgebroken doordat het instrument bij een brand werd vernietigd en de uitvinder daarbij om het leven kwam. 
Het instrument kende vooral in de 18e eeuw grote populariteit. De componist Christoph Willibald Gluck trad met zijn instrument van 26 zingende glazen op in Londen en Kopenhagen.
Tegenwoordig wordt het echter weer bespeeld, zowel buiten bij solo-optredens als bij zaaloptredens met meer van deze instrumenten. 

## Werking
Het glaswerk bestaat uit wijnglazen van kristalglas. Dit soort glas geeft al een zeer zuivere en heldere klank wanneer er met de nagel tegenaan getikt wordt. Door de rand van het glas te bevochtigen en met de hand of vingers over de rand van het glas te wrijven, worden trillingen opgewekt en raakt het glas in resonantie met de beweging van de vinger. De frequentie van die resonantie hangt af van de grootte van het glas en de hoeveelheid water in het glas. Door de hoeveelheid water in het glas te vermeerderen of te verminderen kan het glas gestemd worden.